# ويليام بينيت (موسيقي بريطاني)
ويليام بينيت (بالإنجليزية: William Bennett)‏ هو موسيقي بريطاني، ولد في 1960.

## وصلات خارجية
- ويليام بينيت على موقع ميوزك برينز (الإنجليزية)
- ويليام بينيت على موقع إن إن دي بي (الإنجليزية)
- ويليام بينيت على موقع ديسكوغز (الإنجليزية)